# برکشایر ۷
برکشایر ۷ (به انگلیسی: Berkshire No. 7) یک کشتی بود که طول آن ۱۰۴ فوت (۳۲ متر) بود. این کشتی  در سال ۱۹۳۵ ساخته شد.